# Битка код Понтиских острва
Битка код Понтиских острва вођена је 5. августа 1552. године између ђеновљанске и турске флоте. Део је Италијанског рата (1551—1559), а завршена је турском победом.

## Битка
Турска флота под командом Синан-паше (150 галија), крстарила је у рејону Понтиских острва чекајући да се сједини са француском флотом ради заједничких дејстава. Тада се појавила ђеновљанска ескадра (39 галија) под командом Андреа Дорија. Турци су, скривени иза Понтијских острва, изненадили Дорија и успели да освоје 7 галија након чега се преостали ђеновљански бродови повлаче у Напуљ. До спајања француских и турских бродова није дошло јер је француска ескадра закаснила.